# Stanisław Powała-Niedźwiecki
Stanisław Powała-Niedźwiecki (ur. 1 lipca 1987 r. w Lublinie) – polski rugbysta występujący na pozycji rwacza albo wspieracza, mistrz Polski z trzema różnymi klubami, wielokrotny reprezentant kraju. Syn Macieja.

## Młodość
Uczęszczał do Szkoły Podstawowej nr 35 w Lublinie, a następnie do lubelskiego Gimnazjum nr 10.
Grę w rugby zaczynał w klubie Budowlani Lublin w wieku sześciu lat. Jego pierwszym trenerem był Stanisław Więciorek. Z Budowlanymi zdobył srebrny medal mistrzostw Polski kadetów.

## Kariera klubowa
W pierwszej drużynie Powała-Niedźwiecki debiutował nie później niż jesienią 2005 roku. Ekipa z Lublina była wówczas jedną z najsłabszych w I lidze. W rozgrywkach 2005/2006 zajęła przedostatnie miejsce, natomiast rok później spadła z ligi, notując 18 porażek w 18 kolejkach, ośmiokrotnie zdobywając w meczu trzy punkty lub mniej. Wiosną 2008 roku występował w barwach AZS-u AWF-u Warszawa. Z drużyną ze stolicy sięgnął po swój pierwszy tytuł mistrza Polski – w finale AZS pokonał Budowlanych Łódź 20:18. Rok później grał dla ekipy z Łodzi, z którą ponownie zajął pierwsze miejsce w kraju. W finale Budowlani na wyjeździe pokonali 28:23 Arkę Gdynia. Dodatkowo łodzianie zdobyli też Puchar Polski.
Przed kolejnym sezonem powrócił jednak do walczących o awans do najwyższej klasy rozgrywkowej Budowlanych Lublin. Mimo rozegrania w lubelskich barwach kilku spotkań w rundzie jesiennej, począwszy od listopada 2009 roku większą część sezonu spędził jako zawodnik portugalskiej Benfiki. Z drużyną z Lizbony w 2010 roku sięgnął po puchar Portugalii. Do Lublina wrócił w maju, po zakończeniu portugalskich rozgrywek ligowych, pomagając drużynie w awansie do nowej najwyższej klasy rozgrywkowej – Ekstraligi
Po trzech latach gry na niższym poziomie rozgrywkowym Budowlani zajęli w Ekstralidze wysokie czwarte miejsce. Pozycji tej nie udało się powtórzyć w kolejnych sezonach, kiedy to drużyna z Lublina zajmowała kolejno lokaty szóstą, piątą i ósmą. Wynik w naznaczonym problemami organizacyjnymi i kadrowymi sezonie 2013/2014 oznaczał degradację do I ligi. Sam Powała-Niedźwiecki w decydujących o utrzymaniu meczach nie mógł wziąć udziału po tym, jak w spotkaniu z Posnanią doznał poważnej kontuzji. Przy upadku w formacji autowej zerwał więzozrost piszczelowo-strzałkowy i więzadło przyśrodkowe oraz złamał kość strzałkową. Uraz oznaczał przerwę w grze trwającą około roku, do wiosny 2015. Jego powrót na boisko nie pomógł jednak Budowlanym, którzy w finale I ligi dwukrotnie przegrali ze Skrą Warszawa i nie zdołali awansować do Ekstraligi.
Latem 2015 roku Powała-Niedźwiecki przeniósł się do Ogniwa Sopot, gdzie zastąpić miał Piotra Zeszutka pauzującego po zerwaniu więzadeł krzyżowych. Już w swoim debiucie w nowych barwach zdobył swoje pierwsze przyłożenie, podobnie jak inny zawodnik pozyskany z Budowlanych Lublin – Grzegorz Szczepański. Ostatecznie z ekipą z Sopotu dotarł do małego finału Ekstraligi, w którym po pokonaniu Arki Gdynia wywalczył brązowy medal Mistrzostw Polski. Zagrał wówczas w 15 meczach ligowych.
Po zakończeniu sezonu wrócił do Lublina. Dla swojego macierzystego klubu rozegrał rundę jesienną nowego, trójfazowego sezonu (w wyniku zmiany formatu grano rundę wstępną, o Puchar Polski, a następnie dwie rundy właściwe w 2017). W sumie, we wszystkich okresach dla Budowlanych rozegrał do tamtej pory 95 meczów, w tym 77 w na pierwszym szczeblu rozgrywkowym i 18 na drugim.
Przed rundą wiosenną ponownie został jednak zawodnikiem Ogniwa, którego barwy reprezentował przez siedem kolejnych sezonów. Dla drużyny z Sopotu rozegrał łącznie 119 meczów. W tym okresie zdobył dwa tytuły mistrzowskie (2019, 2020/2021), czterokrotnie zdobywając srebrny medal mistrzostw Polski (2016/2017, 2018, 2021/2022, 2022/2023). W 2020 roku sięgnął też po Puchar Ekstraligi.
Począwszy od startu ekstraligowego sezonu 2023/2024 Powała-Niedźwiecki został grającym trenerem drużyny Budowlanych Lublin. W czasie meczu ze swoją poprzednią drużyną, Ogniwem Sopot, rozegrał 100. mecz w barwach klubu z Lublina. Po zakończeniu pierwszej rundy zrezygnował jednak zarówno z funkcji trenera, jak i z dalszej gry jako zawodnik. Wskazywał, że choć początkowo planował zakończenie kariery sportowej dopiero z końcem sezonu, to jednak do przyspieszenia tej decyzji zmusiły go niedające się pogodzić z grą obowiązki rodzinne, zawodowe i naukowe. Na ławce trenerskiej zastąpił to powracający do drużyny Andrzej Kozak. Pożegnalny mecz Powała-Niedźwiecki planował rozegrać wiosną 2024 roku w barwach drugiej drużyny Budowlanych.

## Kariera reprezentacyjna
W polskich reprezentacjach narodowych pojawiał się od najmłodszych lat. Pomiędzy 2002 a 2004 występował w zespole kadetów (U-16).
W 2004 i 2005 grał w reprezentacji juniorów. W 2005 uczestniczył w Mistrzostwach Europy w tej kategorii wiekowej, występując w jednej drużynie chociażby z Dawidem Banaszkiem, Janem Calem, Adrianem Chróścielem, Michałem Krużyckim czy Tomaszem Rokickim – późniejszymi wielokrotnymi reprezentantami Polski seniorów. Imprezę rozgrywaną w Lille i okolicach Polacy zakończyli na trzecim miejscu w dywizji B (11. miejsce ogółem), a Powała-Niedźwiecki wystąpił w podstawowym składzie we wszystkich trzech meczach.
Następnie w latach 2005–2006 grał w kadrze młodzieżowej (U-20), z którą w 2006 roku wystąpił na rozgrywanych na Pomorzu Mistrzostwach Europy. Po reorganizacji grup wiekowych w 2008 roku grał jeszcze w drużynie narodowej do lat 21 u boku m.in. Grzegorza Jańca czy Marka Płonki. Uczestniczył w Mistrzostwach Europy w niemieckim Heidelbergu, gdzie jednak z kompletem trzech porażek Polacy zajęli ostatecznie ósme miejsce.
W pierwszej reprezentacji debiutował w maju 2009 roku za kadencji selekcjonera Tomasza Putry w wyjazdowym meczu z Mołdawią. Po raz pierwszy w wyjściowym składzie pojawił się w listopadzie 2010 roku w starciu z Niemcami. Łącznie w kadrze wystąpił w 30 oficjalnych meczach międzypaństwowych, w tym po raz ostatni w 2020 roku przeciw Holandii. Swoje jedyne przyłożenie zdobył w 2018 roku w spotkaniu z Czechami.

### Statystyki
Wynik reprezentacji Polski podano zawsze w pierwszej kolejności.
| Drużyna narodowa | Rok  | Mecze | Punkty |
| ---------------- | ---- | ----- | ------ |
| Polska           | 2009 | 2     | 0      |
| Polska           | 2010 | 1     | 0      |
| Polska           | 2011 | 3     | 0      |
| Polska           | 2012 | 4     | 0      |
| Polska           | 2013 | 4     | 0      |
| Polska           | 2014 | 1     | 0      |
| Polska           | 2015 | 3     | 0      |
| Polska           | 2016 | 1     | 0      |
| Polska           | 2017 | 6     | 0      |
| Polska           | 2018 | 4     | 5      |
| Polska           | 2019 | —     | —      |
| Polska           | 2020 | 1     | 0      |
| Suma             | Suma | 30    | 5      |

| Występy w reprezentacji Polski | Występy w reprezentacji Polski | Występy w reprezentacji Polski                | Występy w reprezentacji Polski | Występy w reprezentacji Polski | Występy w reprezentacji Polski |
| Lp.                            | Data                           | Stadion, miasto                               | Przeciwnik                     | Wynik                          | Zdobyte punkty                 |
| ------------------------------ | ------------------------------ | --------------------------------------------- | ------------------------------ | ------------------------------ | ------------------------------ |
| 1.                             | 16.05.2009                     | Stadion Dinamo, Kiszyniów                     | Mołdawia                       | 30:28                          | 0                              |
| 2.                             | 12.09.2009                     | Stadion Spartak, Kijów                        | Ukraina                        | 12:19                          | 0                              |
| 3.                             | 20.11.2010                     | Feldgerichtstraße, Frankfurt nad Menem        | Niemcy                         | 22:17                          | 0                              |
| 4.                             | 16.04.2011                     | Stadion Suche Stawy, Kraków                   | Holandia                       | 32:18                          | 0                              |
| 5.                             | 15.10.2011                     | Stadion Sandecji, Nowy Sącz                   | Czechy                         | 20:13                          | 0                              |
| 6.                             | 12.11.2011                     | Stadion Dinamo, Kiszyniów                     | Mołdawia                       | 17:17                          | 0                              |
| 7.                             | 7.04.2012                      | Stadion Króla Baudouina I (A2), Bruksela      | Belgia                         | 13:20                          | 0                              |
| 8.                             | 21.04.2012                     | Nationaal Rugby Centrum, Amsterdam            | Holandia                       | 32:19                          | 0                              |
| 9.                             | 6.10.2012                      | Stadion Josefa Kohouta, Říčany                | Czechy                         | 29:3                           | 0                              |
| 10.                            | 3.11.2012                      | Stadion MOSiR, Gdańsk                         | Niemcy                         | 22:13                          | 0                              |
| 11.                            | 12.10.2013                     | Stadion Polonii, Warszawa                     | Czechy                         | 30:10                          | 0                              |
| 12.                            | 29.10.2013                     | Colombo Racecourse Ground, Kolombo            | Madagaskar                     | 21:25                          | 0                              |
| 13.                            | 1.11.2013                      | Colombo Racecourse Ground, Kolombo            | Sri Lanka                      | 25:26                          | 0                              |
| 14.                            | 9.11.2013                      | Sportforum Hohenschönhausen, Berlin           | Niemcy                         | 13:43                          | 0                              |
| 15.                            | 5.04.2014                      | Stadion ROSRRiT, Siedlce                      | Mołdawia                       | 12:21                          | 0                              |
| 16.                            | 9.05.2015                      | Arena Lublin, Lublin                          | Ukraina                        | 17:20                          | 0                              |
| 17.                            | 12.09.2015                     | Korsängens IP, Enköping                       | Szwecja                        | 29:11                          | 0                              |
| 18.                            | 14.11.2015                     | Stadion Polonii, Warszawa                     | Mołdawia                       | 18:14                          | 0                              |
| 19.                            | 24.09.2016                     | Arena Lublin, Lublin                          | Ukraina                        | 22:0                           | 0                              |
| 20.                            | 18.02.2017                     | Complexo Desportivo Nacional do Jamor, Oeiras | Portugalia                     | 10:35                          | 0                              |
| 21.                            | 18.03.2017                     | Stadionul Raional, Anenii Noi                 | Mołdawia                       | 15:3                           | 0                              |
| 22.                            | 8.04.2017                      | Stadion Widzewa, Łódź                         | Holandia                       | 14:13                          | 0                              |
| 23.                            | 22.04.2017                     | Stadion Polonii, Warszawa                     | Szwajcaria                     | 12:22                          | 0                              |
| 24.                            | 28.10.2017                     | Stadion Markéta, Praga                        | Czechy                         | 14:19                          | 0                              |
| 25.                            | 18.11.2017                     | Stadion GOŚ, Gdańsk                           | Mołdawia                       | 13:0                           | 0                              |
| 26.                            | 3.03.2018                      | Nationaal Rugby Centrum, Amsterdam            | Holandia                       | 30:71                          | 0                              |
| 27.                            | 29.09.2018                     | Stadion mládeže, Zlin                         | Czechy                         | 41:22                          | 5 (P)                          |
| 28.                            | 3.11.2018                      | Stadion Widzewa, Łódź                         | Litwa                          | 33:0                           | 0                              |
| 29.                            | 17.11.2018                     | Arena Lublin, Lublin                          | Holandia                       | 0:49                           | 0                              |
| 30.                            | 29.02.2020                     | Nationaal Rugby Centrum, Amsterdam            | Holandia                       | 6:7                            | 0                              |

## Życie osobiste
Jest synem Macieja Powały-Niedźwieckiego, długoletniego zawodnika Budowlanych Lublin, a następnie trenera tego klubu, który w tej roli zdobył pięć medali mistrzostw Polski. Maciej był też selekcjonerem reprezentacji Polski seniorów, a po zakończeniu aktywnej kariery został działaczem w strukturach PZR i historykiem tej dyscypliny sportu. Jako współautor wydał „Encyklopedię Polskiego Rugby” czy publikację „Olimpijczycy Lubelszczyzny”.
W rugby z powodzeniem grał także brat Stanisława, Maciej junior. Stanisław jest żonaty, ma syna, także Stanisława, urodzonego ok. 2016 r.
Reprezentant Polski ukończył studia wyższe na Uniwersytecie Marii Curie-Skłodowskiej na kierunku filologia polska, pisząc prace dyplomowe na temat socjolektu polskich rugbystów. Zbliżony temat miała mieć rozprawa doktorska, której przygotowanie na przełomie 2023 i 2024 roku wciąż nie zostało jeszcze ukończone. Prowadził własne przedsiębiorstwo oferujące usługi z zakresu korekty tekstu.